# Лікаланенг
Лікаланенг (англ. Likalaneng) — одна з місцевих громад, що розташована в районі Масеру, Лесото. Населення місцевої ради у 2006 році становило 10 757 осіб.